# Turbanella pilosum
Turbanella pilosum is een buikharige uit de familie van de Turbanellidae. De wetenschappelijke naam van de soort werd voor het eerst geldig gepubliceerd in 2018 door Kolicka, Kotwicki en Dabert.